# Nokia 2110

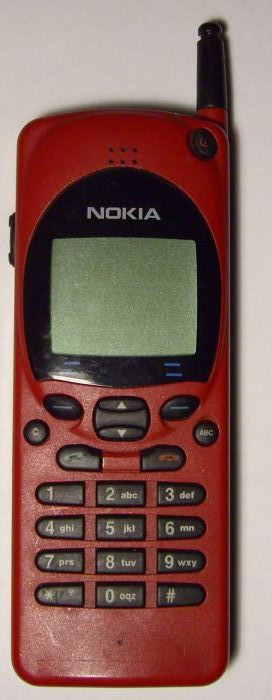
Nokia 2110i

Il Nokia 2110 è un telefono cellulare di tipo GSM prodotto dalla Nokia a partire dal 1995. È stato il primo cellulare prodotto con incorporata la suoneria Nokia tune, la caratteristica suoneria dei cellulari Nokia estratta dalla composizione per chitarra Grand Vals del compositore spagnolo Francisco Tárrega che sarà presente in tutti i cellulari del marchio finlandese. La batteria ha una durata di 30 ore in stand-by e di 160 minuti in conversazione.
Il prezzo in Italia nel 1995 era 1.250.000 lire IVA inclusa pari a 866 euro del 2008.